# Xã Lemont, Quận Cook, Illinois
Xã Lemont (tiếng Anh: Lemont Township) là một xã thuộc quận Cook, tiểu bang Illinois, Hoa Kỳ. Năm 2010, dân số của xã này là 21.113 người.